# Список глав государств в 717 году
Список глав государств в 716 году — 717 год — Список глав государств в 718 году — Список глав государств по годам

## Африка
- Ифрикия — Мухаммад ибн Язид, наместник (715 — 718)
- Макурия — Кириак I, царь (ок. 710 — ок. 738)
- Некор[англ.] — Салих I ибн Мансур, эмир[англ.] (710 — 749)

## Америка
- Баакульское царство — К’ан Хой Читам II, царь (702 — 722)
- Канульское царство — Йукно’м Ток’ К’авииль, священный владыка (ок. 702 — ок. 731)
- Дос-Пилас — Ицамнаах К'авиль, царь (692 — 726)
- Мутульское царство (Тикаль) — Хасав-Чан-Кавиль I, царь (682 — 734)
- Шукууп (Копан) — Вашаклахуун-Уб’аах-К’авииль, царь (695 — 738)
- Яшчилан (Пачан) — Ицамнах-Балам III, божественный царь (681 — 742)

## Азия
- Абхазия (Абазгия) — Феодор, князь (ок. 710 — ок. 730)
- Бохай (Пархэ) — Да Цзожун (Гао-ван), ван (698 — 719)
- Гилян (Дабюиды) — Фарукхан Великий, испахбад (676 — 728)
- Грузия — 
  - Картли — Гурам III, эрисмтавар (693 — 748)
  - Кахетия — Стефаноз II, князь[англ.] (684 — 736)
  - Тао-Кларджети — Нерсе, князь (705 — 742)
- Дханьявади — Тюрия Кети, царь[англ.] (714 — 723)
- Индия — 
  - Бадами (Западные Чалукья) — Виджаядитья Сатьяшрая, махараджа (696 — 733)
  - Венги (Восточные Чалукья) — Джаясимха II, махараджа (706 — 718)
  - Западные Ганги — Шивамара I, махараджа (679 — 726)
  - Кашмир — Чандрапида, махараджа[нем.] (ок. 711 — ок. 719)
  - Паллавы (Анандадеша) — Нарасимхаварман II, махараджа (695 — 722)
  - Пандья — Кочадайан Ранадхиран, раджа (710 — 735)
- Камарупа — Виджая, царь (670 — 725)
- Китай (Династия Тан) — Сюань-цзун (Ли Лунцзи), император (712 — 756)
- Кок-тюркский каганат — Бильге-хан Богю, каган (716 — 734)
- Наньчжао — Вэйчэн-ван (Мэн Шэнлопи), ван (712 — 728)
- Омейядов халифат — 
  - Сулейман, халиф (715 — 717)
  - Умар II, халиф (717 — 720)
- Паган — Мингивей, король[англ.] (716 — 726)
- Раджарата (Анурадхапура) — Манаванна, король (691 — 726)
- Силла — Сондок Великий, ван (702 — 737)
- Сунда — Тарусбава, король (669 — 723)
- Табаристан (Баванди) — Сорхаб I, испахбад (680 — 728)
- Тибет — Тиде Цугцэн, царь (704 — 755)
- Тюргешский каганат — Сулук Великий, каган (715 — 738)
- Тямпа — Викрантаварман II, князь (ок. 686 — ок. 731)
- Ченла — Пушкаракша, король (716 — 730)
- Шривиджайя — Индраварман, махараджа (702 — 728)
- Япония — Гэнсё, императрица (715 — 724)

## Европа
- Аль-Андалуз — аль-Хурр ибн Абд аль-Рахман, вали (716 — 718)
- Англия — 
  - Восточная Англия — Эльфвальд, король (713 - 749)
  - Думнония — Дифнвел, король (715 — 750)
  - Кент — Витред, король (692 — 725)
  - Мерсия — Этельбальд, король (716 — 757)
  - Нортумбрия — Коэнред, король (716 - 718)
  - Уэссекс — Ине, король (688 — 726)
  - Хвикке — Этельрик I, король (704 — 736)
  - Эссекс — Селред, король (709 — 746)
- Болгарское царство — Тервел, хан (700 — 721)
- Венецианская республика — 
  - Паоло Лучио Анафесто, дож (697 — 717)
  - Марчелло Тегаллиано, дож (717 — 726)
- Вестготское королевство — Ардо, король (Септимания) (714 — 721)
- Византийская империя — 
  - Феодосий III, император (715 — 717)
  - Лев III, император (717 — 741)
  - Равеннский экзархат — Схоластик, экзарх (713 — 726)
  - Неаполь — Иоанн I, герцог (711 - 719)
- Волжская Булгария — Ирхан, хан (ок. 710 — ок. 765)
- Дания — Онгенд, король (ок. 695 - 735)
- Домнония — Риваллон II, король (692 — 720)
- Ирландия — Фергал мак Маэл Дуйн, верховный король (710 — 722)
  - Айлех — Фергал мак Маэл Дуйн, король (700 — 722)
  - Коннахт — Индрехтах II, король (707 — 723)
  - Лейнстер — Аэд II, король (715 — 727)
  - Мунстер — Этерскел, король (ок. 698 — 721)
  - Ольстер — Аэд Ройн, король (708 — 735)
- Лангобардское королевство — Лиутпранд, король (712 — 744)
  - Беневенто — Ромуальд II, герцог (706 — 732)
  - Сполето — Фароальд II, герцог (703 - 724)
  - Фриуль — Пеммо, герцог (706 - 739)
- Папский престол — Григорий II, папа римский (715 — 731)
- Сербия — Ратомир, жупан (ок. 700 — ок. 730)
- Уэльс —
  - Брихейниог — Райн ап Кадуган, король (710 — 720)
  - Гвент — Ител III ап Морган, король (715 — 755)
  - Гвинед — Идвал ап Кадваладр, король (682 — 720)
  - Дивед — Райн ап Кадуган, король (710 — 730)
  - Кередигион — Сейсилл ап Клидог, король (665 — 720)
  - Поуис — Элисед ап Гуилог, король (710 — 755)
- Франкское королевство — 
  - Австразия — 
    - Хлотарь IV, король (717 — 719)
    - Теодоальд, майордом (714 - 717)
    - Карл Мартелл, майордом (717 - 741)

  - Нейстрия и Бургундия — 
    - Хильперик II, король (715 — 721)
    - Рагенфред, майордом (715 - 718)

  - Аквитания и Васкония — Эд Великий, герцог (ок. 688 — 735)
  - Бавария — 
    - Теодеберт, герцог (716 — 719)
    - Теудебальд, герцог (716 — 719)
    - Тассилон II, герцог (716 — 719)
    - Гримоальд, герцог (716 — 725)

  - Тюрингия — Хеден II Младший, герцог (689 — ок. 741)
- Фризия — Радбод I, король (680 - 719)
- Хазарский каганат — Барджиль, каган (715 - 731)
- Швеция — Харальд Боезуб, король (ок. 705 - ок. 750)
- Шотландия —
  - Галвидел — Ютгуал ап Тутагуал, король (715 — 730)
  - Дал Риада — Селбах, король (700 — 723)
  - Пикты — Нехтон III, король (706 — 724, 726 — 729)
  - Стратклайд (Альт Клуит) — Бели II, король (694 — 722)

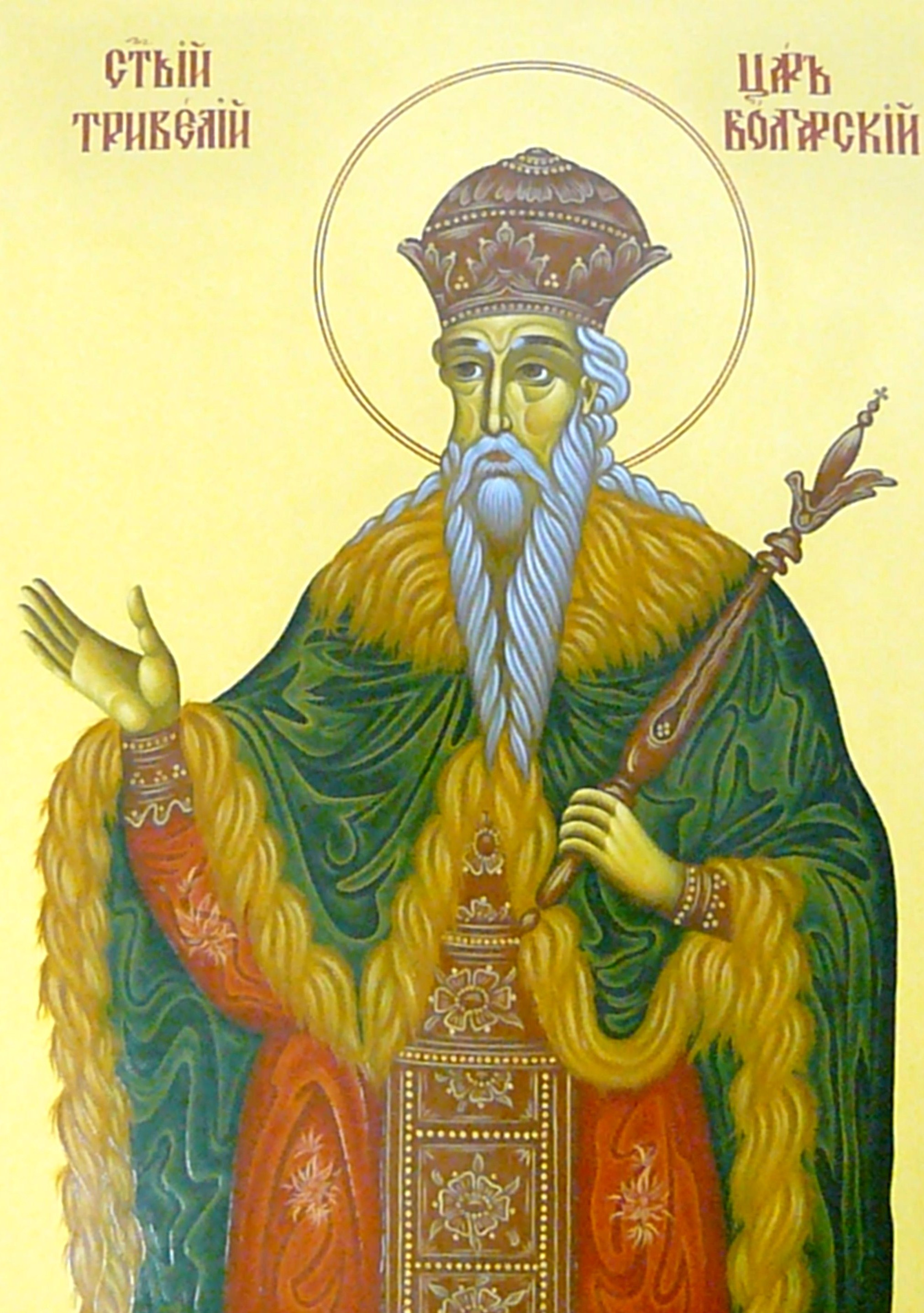
Тервел 700-721 Хан Болгарии
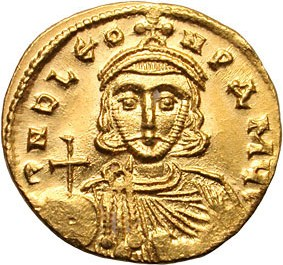
Лев III 717-741 Император Византии
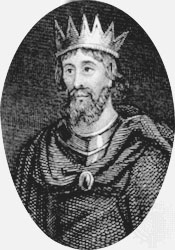
Этельбальд 716-757 Король Мерсии
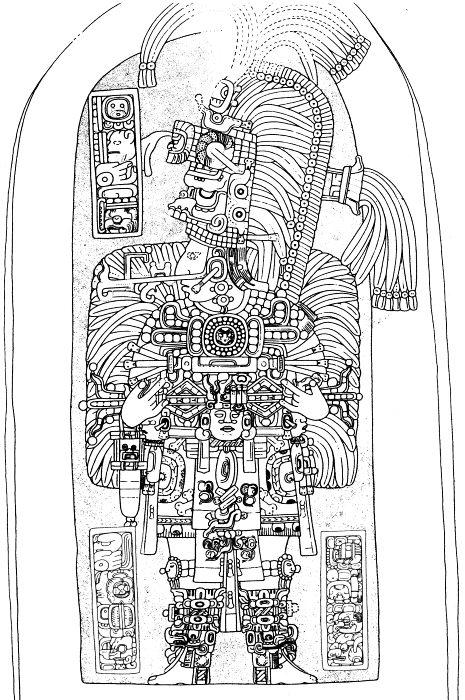
Хасав-Чан-Кавиль I 682-734 Царь Тикаля
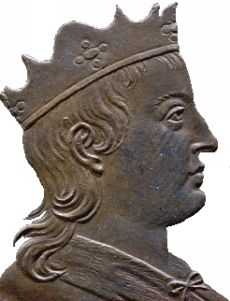
Хильперик II 715-721 Король Нейстрии
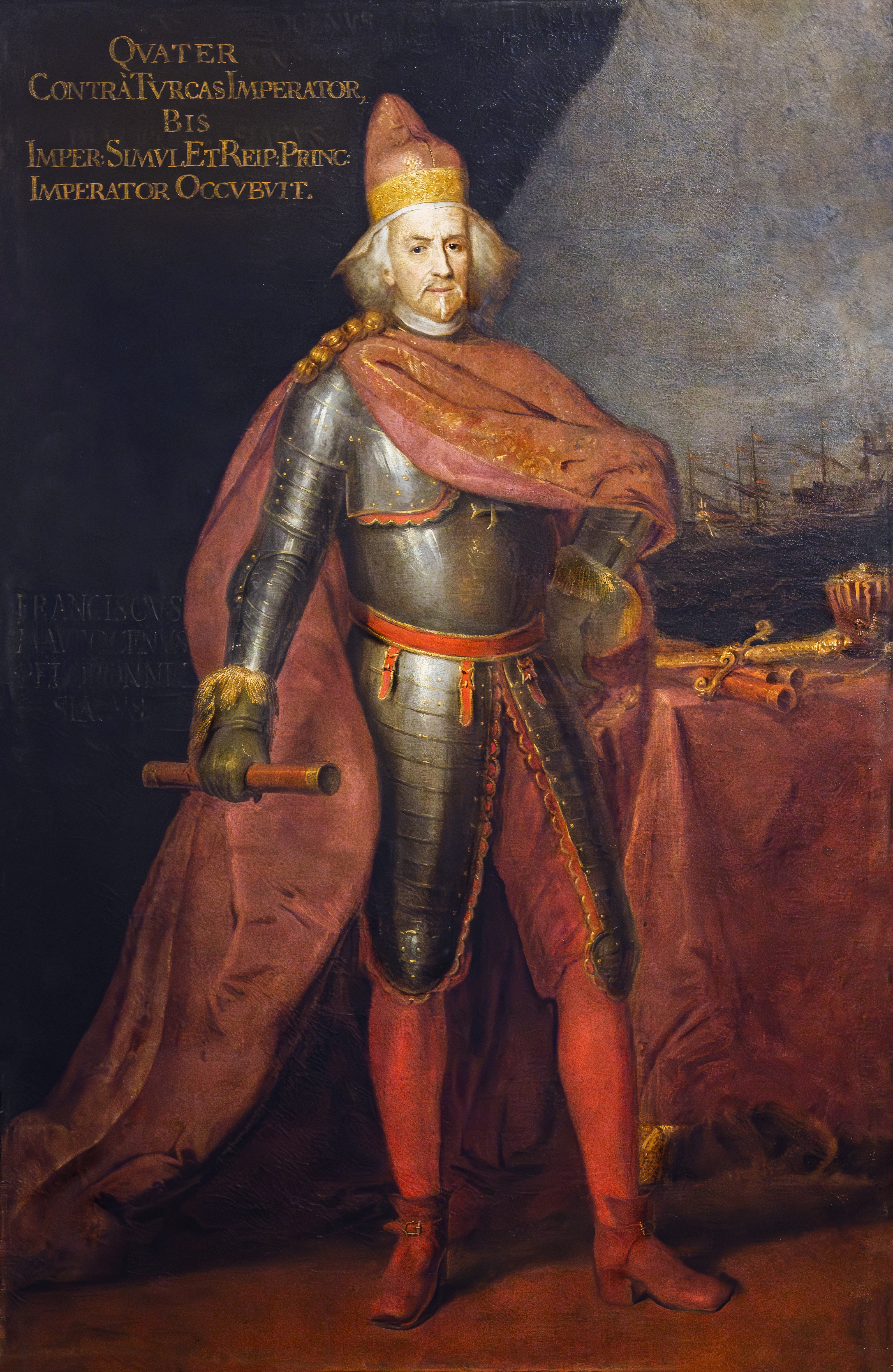
Паоло Лучио Анафесто 697-717 Дож Венеции
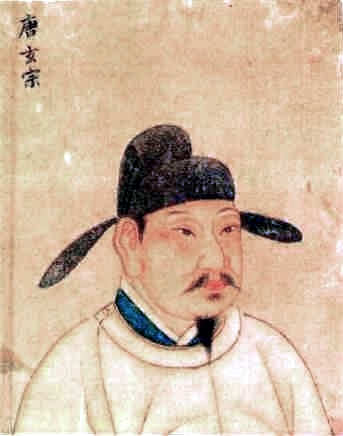
Сюань-цзун 712-756 Император Китая
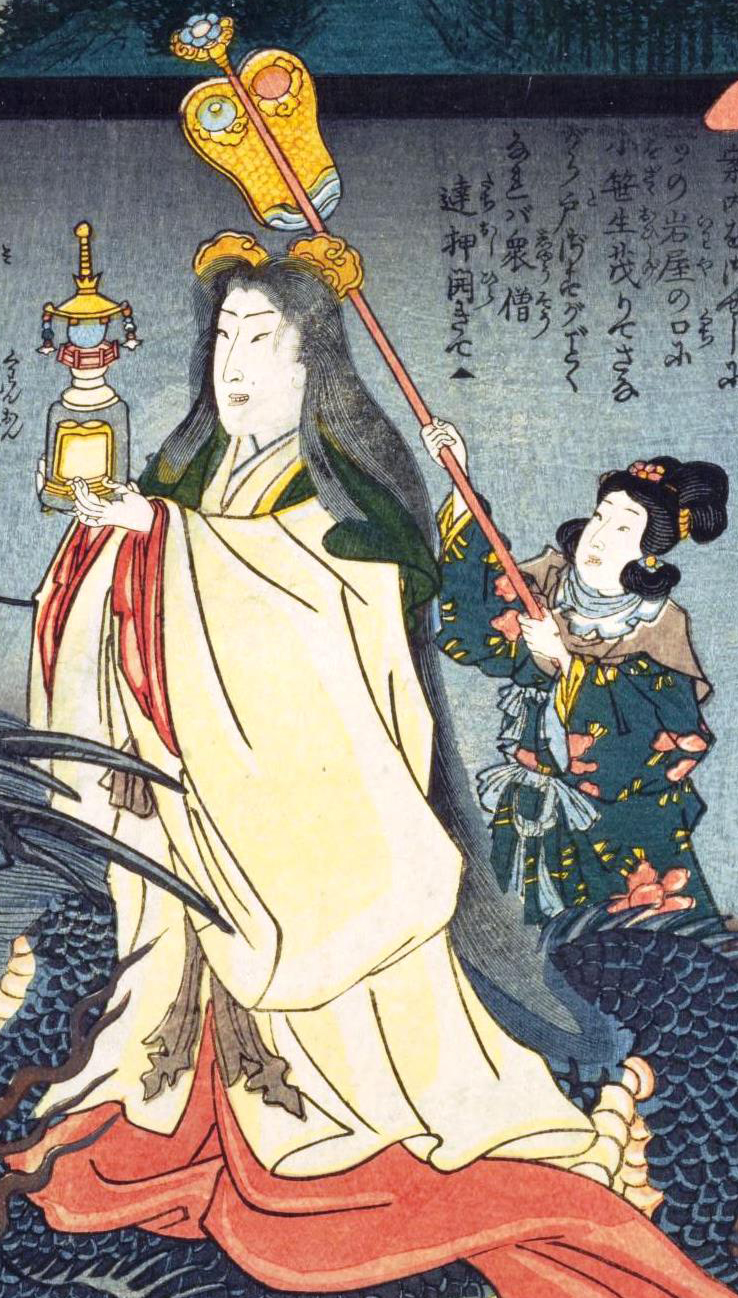
Гэнсё 715-724 Императрица Японии
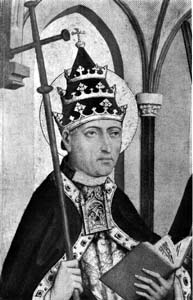
Григорий II 715-731 Папа римский